# مهدی دهباشی
مهدی دهباشی‌ نویسنده محقق ایرانی در زمینه فلسفه، متولد ۱۳۲۱ شمسی در اصفهان، تحصیلات دانشگاهی را با کارشناسی ادبیات عرب دانشگاه تهران آغاز کرد و تا فوق لیسانس در رشته‌های روان‌شناسی و معقول و منقول دانشگاه تهران ادامه داده و از دانشگاه فوردهام نیویورک در رشتهٔ فلسفه به اخذ دکتری نائل شد. مقدمات علوم اسلامی را تا سطح خارج از آیت الله ادیب و سید محمدکاظم عصار فرا گرفته و تاکنون به تدریس فلسفهٔ اسلامی و غرب، منطق قدیم و جدید در دانشگاه اصفهان اشتغال دارد. وی در سال ۱۳۷۰ به رتبه استادی رسید. در اسفند ۱۳۹۵ در دومین همایش مکتب فلسفی اصفهان از وی بعنوان یکی از چهره‌های شاخص و پیشکسوت فلسفه کشور جلیل به عمل آمد.

## آثار
- فلسفه علم، اصفهان: پیمان، ۱۳۶۴.
- تصحیح و شرح رباعیات فلسفی و عرفانی موسوم به شرح الرباعیات، علامه جلال الدین دوانی، ۱۳۶۹، تهران: مسعود، هرمس، ۱۷۹ص.
- پژوهشی تطبیقی در هستی‌شناسی و شناخت‌شناسی ملاصدرا و وایتهد فیلسوفان مشهور فلسفه پویشی شرق و غرب، مهدی دهباشی (محقق)، ناشر: آیت اشراق - ۱۳۹۸
- سیر تصوف از ایران به هند، مهدی دهباشی (محقق)، ناشر: آیت اشراق - ۱۳۹۸
- سرنوشت و آزادی از دیدگاه ملاصدرا (همراه با ترجمه دو رساله القضا و القدر و خلق الأعمال)، مهدی دهباشی (مترجم)، ناشر: آیت اشراق - ۱۳۹۸
- تاریخ تصوف (۱)، سیدعلی اصغر میرباقری فرد، مهدی دهباشی، ناشر: سازمان مطالعه و تدوین کتب علوم انسانی دانشگاه‌ها (سمت)
- آشنایی با فلسفه پزشکی، سیدمهدی موحدابطحی، مهدی دهباشی (مقدمه)، ناشر: محمدمهدی موحدابطحی
- مرآة الأزمان، محمدبن محمدزمان کاشانی، مهدی دهباشی (تصحیح، تحقیق، نقد و مقدمه)، ناشر: انجمن آثار و مفاخر فرهنگی - ۱۳۸۱